# نوار پیشرفت

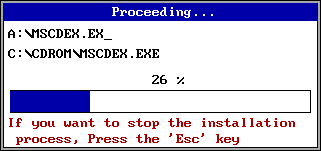
یک نوار پیشرفت در ویندوز ۹۵

نمایش متحرک یک نمونه ساده

نوار پیشرفت یا پراگرس بار (به انگلیسی: Progress bar) یک عنصر گرافیکی برای نمایش پیشرفت و پیمودن فرایندها است. نوار پیشرفت برای مشخص کردن میزان اتمام یک پروسه است که در بسیاری از نرم‌افزارها وجود دارد. نوار پیشرفت در دانلود و انتقال فایل، جستجو میان حجم عظیمی از داده‌ها، نصب نرم‌افزار و همچنین اعمالی که معمولاً زمان‌بر هستند کاربرد دارد این عنصر یکی از راهکارهای نمایش وضعیت سیستم در طراحی تجربه کاربری است.

## پیشینه
مفهوم نوار پیشرفت قبل از محاسبات دیجیتال ابداع شد. در سال ۱۸۹۶، کارول آدامیسکی اقتصاددان و مهندس لهستانی؛ نموداری به نام هارمونوگرام ساخت که امروزه بیشتر به عنوان نمودار گانت شناخته می‌شود. اما آدامیسکی تا سال ۱۹۳۱ نمودار خود را منتشر نکرد و سپس فقط به زبان لهستانی منتشر کرد. بعدها در سده بیستم میلادی، براد مایرز مقاله ای را در مورد «شاخص‌های پیشرفت درصد انجام شده» در کنفرانسی در مورد تعامل انسان و رایانه ارائه کرد. بعدها تروبر (Throbber) نیز زیرمجموعه نوار پیشرفت قرار گرفت و طراحی‌های گرافیکی متعددی پدیدار شدند.